# Tegn (datalogi)
 For alternative betydninger, se Tegn. (Se også artikler, som begynder med Tegn)
Indenfor datalogi og maskinbaseret datakommunikationsterminologi er et tegn en informationsenhed, som stort set svarer til et grafem, grafem-lignende enheder - eller symboler, såsom i alfabeter eller stavelsesskrift i skreven form af en natursprog.
Eksempler på digitale data tegn omfatter:
- Grafiktegn:
  - bogstaver
  - cifre
  - almindelig punktuation (fx ASCII-punktuationstegn: "!."#$%&'()*+,-./:;<=>?@[\]^_`{|}~")
    - whitespace-tegn - fx mellemrum.

  - Tegn som kan anvendes til at lave bokse.[2]
- styretegn (kontroltegn) - specielle tegn som ikke er grafiske. Fx ASCII-returtegn, ASCII-tabulatortegn, såvel som indlejret signalering som fx DC1 (typisk anvendt til XON) og DC3 (typisk anvendt til XOFF), BS (backspace - kan benyttes til at lav skrifttegnskombinationer fx "/" på et nul), BEL (kort klokkelyd), STX (start of text) - og ETX (end of text).

## Tegnsammensætninger
Digitale data tegn bliver typisk sammensat til tekststrenge.

## Signalering af "ny linje"
Signalering af "ny linje" har ikke et standardtegn eller standardtegnssammensætning. I US-ASCII-tekstfiler og unicode-tekstfiler (fx UTF-8), som typisk redigeres af teksteditorer, varierer signaleringen med anvendt styresystem, anvendt teksteditor - og anvendt teksteditorkonfiguration/filvalg.